# Astranthium
Astranthium là một chi thực vật có hoa trong họ Cúc (Asteraceae).

## Loài
Chi Astranthium gồm các loài: